# Риббесбюттель
Риббесбюттель (нем. Ribbesbüttel) — община в Германии, в земле Нижняя Саксония.
Входит в состав района Гифхорн. Подчиняется управлению Изенбюттель. Население составляет 2129 человек (на 31 декабря 2010 года). Занимает площадь 24,51 км².
Коммуна подразделяется на 3 сельских округа.
| Год  | Население |
| ---- | --------- |
| 1990 | 1540      |
| 1995 | 1873      |
| 2000 | 2004      |
| 2005 | 2138      |
| 2010 | 2123      |